# Prionus arenarius
Prionus arenarius là một loài bọ cánh cứng trong họ Cerambycidae.